# Hip Hop Harry
Drill Harry es un espectáculo infantil que se transmitió por Discovery Kids y TLC como parte de la Ready Set Learn bloque, así como la mayoría de los afiliados de la red retro de la televisión, como un / programa que cumple con E. Al igual que en Barney & Friends y Sesame Street en PBS, Drill Harry es un programa de acción en vivo diseñado para niños en edad preescolar en el grupo de edad de 2-4 años de edad. El programa utiliza la era de la música hip hop, trap, drill (remixes) y la danza apropiada para enseñar habilidades sociales, educativas, físicas y creativas.

## Apariencia física
Drill Harry es un antropomorfo oso de peluche amarillo con una camisa roja, un sombrero azul, pantalones azules holgados, un oro de la cadena con una "D" en el medio, y zapatos blancos con una "D" en la cada lado. La apariencia del personaje es en el estilo general de la moda hip hop y drill. Lil Harry también tiene un reloj azul y rojo de la muñeca. Su cumpleaños es el 22 de enero de 1988 como se señaló en el episodio 5.

## Reparto
- Ali Alimi - Voz de Drill Harry
- Ryan Andres - cuenta chistes en el episodio "Encontrar su Talento".
- Kelli Berglund-Kelli ayuda a planear una fiesta sorpresa para Pinky en "Haz tu parte."
- Kendra Bracy - Presenta su abuela desde  Trinidad en un episodio.
- Colton Burton - Colton es uno de los mejores amigos de William; Colton sólo se ve en los episodios que también cuentan con William.
- Kianna Contreres - Kianna juega un papel clave en el episodio "Involúcrate", animando  Double Dutch de su hermana equipo a la victoria.
- Jake Deanda - Jake es uno de los primeros niños para satisfacer Katie en "hacer nuevos amigos."
- Savannah Dejesus - Savannah aparece en "Fancy Footwork" y "La lluvia hace Arcoiris" con su hermana Sophina.
- Sophina Dejesus - Sophina es una gimnasta aspirante que le gusta trabajar con su hermana, Savannah
- Kelly Dolan - Jugó como Pinky
- Hayden Harrah - Hayden aparece con menos frecuencia que los otros miembros del reparto, pero fue de gran ayuda durante la "AB Sede".
- Jay Jay Harris - Jay Jay se muestra en "Pajama Party" y "Justo darle una oportunidad" para ser reacios a probar cosas nuevas. Él y Adivinanzas se llevan muy bien. Después de una impresionante actuación bongó, Drill Harry especula que Jay Jay puede un día estar en un disco de salsa.
- David Joyner (actor) - David es un ex larga ejecución Barney intérprete y fue el Drill Harry traje de intérprete.
- William May - Es uno de los mejores bailarines. Él aparece en muchos episodios. En "Drill Big Top" fue concered él no sería capaz de bailar con un aparato ortopédico en su pierna. Con el aliento de Drill y sus amigos, se dio cuenta de que aún podía ser parte del circo.
- Veronicaa Miller - Veronica le gusta cantar en "Encontrar tu talento."
- Katie Price - Katie es la nueva chica en "Hacer nuevos amigos."
- Davide Schiavone - Davide tiene un parecido a hacer a Dylan y Cole Sprouse y parece hacer el mismo baile en cada episodio.
- Elizabeth Small - Su cremallera proporciona el toque final en "AB Sede".
- Scott Thomas - Scott aparece en varios episodios. Él apareció en "Never Give Up", cuando quería dejar el baloncesto debido a un mal día en la práctica. Drill Harry le da un poco de aliento y Scott se da cuenta de que nunca debe darse por vencido.
- Megan Woo - Megan ama a los animales, y quiere ser veterinaria cuando sea grande.
- Tyler White - Un joven bailarín de break-con un talento para los molinos de viento, y el hombre fuerte en el circo de Drill Harry.

La banda realizó Mueve esos pies en el "Los Angeles Times Festival of Books ', el 25 y 26 de abril de 2009 en el" Target Corporation | etapa infantil del objetivo, en el campus de [UCLA].

## Episodios
Temporada 1
| - | Temporada # Episodio Nombre | Fecha original del aire | Los niños en el episodio | Resumen | - | 1-1. | Fancy Footwork | 26 de septiembre de 2006 | Sophina, Savannah, Jay-Jay, Scott | Dos hermanas compiten unos contra otros en una competencia de baile | - | 1-2. | When I Grow Up | 27 de septiembre de 2006 | Savannah, Jay Jay, Scott, Megan | Megan tiene problemas para decidir lo que quiere ser cuando sea grande , Harry y sus amigos aprenden acerca de diferentes puestos de trabajo | - | 3.1. | Palabras tienen poder | 28 de septiembre de 2006 | Sophina, Davide, Scott, Megan | Sophina utiliza malas palabras y aprende una lección de elegir cuidadosamente sus palabras cuando habla | - | 1-4. | Hacer nuevos amigos | 29 de septiembre de 2006 | Jake, Verónica, Katie, Davidae | Los niños tratan de hacer una nueva chica se sienta cómodo con la participación de ella en sus actividades | - | 1.5. | Haga Su Parte | 2 de octubre de 2006 | Kelli, Kendra, Colton, William | Oscar hace una fiesta de cumpleaños sorpresa para Pinky | - | 1.6. | Nunca te rindas | 3 de octubre de 2006 | Sophina, Davidae, Scott, Megan | Scott está desalentado por no hacer ningún disparo durante la práctica de baloncesto; Harry le da a Scott algunos consejos; los niños a aprender sobre lo que sucede bajo el agua | - | 1.7. | Ser Creativo | 4 de octubre de 2006 | Sophina, Davidae, Scott, Kelli | Harry y sus amigos tienen una fiesta de disfraces en el Hip Hop Central. El tema para él, es una fiesta de disfraces Marching Band. De Scott aprende a ser creativo sobre el hecho de que usted puede usar otras cosas para los trajes. | - | 8.1. | Tenemos cinco sentidos | 5 de octubre de 2006 | Jake, Verónica, Davidae, Elizabeth | Los niños tienen el reto de realizar una actividad que utiliza sus cinco sentidos | - | 9.1. | Fauna Wendy | 30 de octubre de 2006 | Jake, Verónica, Davidae, Elizabeth | Fauna Wendy enseña a los niños acerca de las aves | - | 1-10. | Aire Aire en todas partes | 31 de octubre de 2006 | Kelli, Kendra, Colton, William | William tiene una tarea de demostrar que el aire rodea todo el mundo | - | 1-11. | Pajama Party | 1 de noviembre de 2006 | Kelli, Kendra, Colton, William | Harry y sus amigos una fiesta de pijamas; Fauna Wendy enseña la banda acerca de los animales nocturnos | - | 1-12. | La lluvia hace que los arco iris | 2 de noviembre de 2006 | Sophia, Scott, Jay Jay, Megan | Los niños aprenden sobre el arco iris e inventan una forma musical para poner a todos en orden | - | . 1-13 (Season Finale) | Sueño, lo alcanzan | 3 de noviembre de 2006 | Elizabeth, Hayden, Verónica, William | Hip Hop central gana un concurso de lectura |

Temporada 2
| - | Temporada # Episodio Nombre | Fecha original del aire | Los niños en el episodio | Resumen | - | 2-1. | Mis Cosas Favoritas | 23 de abril de 2007 | Kelli, Colton, Kendra, William | William y Kendra comparten sus objetos favoritos; William aprende lo equivocada que es mentir | - | 2-2. | A-B See | 24 de abril de 2007 | Elizabeth, Hayden, Verónica, William | Los niños a encontrar las cosas que empiezan con cada letra del alfabeto. Hip Hop Harry enseña a Elizabeth que cuando usted tiene un problema, deje que sus amigos ayudan a resolverlo | - | 2-3. | Guisantes en una vaina | 25 de abril de 2007 | Kianna, Tyler, Savannah, Jay-Jay | Farmer Fran enseña a los niños acerca de la vida de granja | - | 2-4. | Haga sus sueños realidad | 26 de abril de 2007 | Sophina, Davidae, Scott, Megan | Un Profesional Gimnasta, un veterinario y visita banda infantil y explicar los conceptos de trabajo duro | - | 2-5. | Encontrar su Talento | 27 de abril de 2007 | Ryan, Veronica, William, Elizabeth, Katie | Verónica tiene problemas para decidir lo que su talento es | - | 2-6. | Participa | 10 de septiembre de 2007 | Kianna, Tyler, Jay-Jay, Savannah | Kianna siente excluido | - | 2-7. | I Like to Move | 11 de septiembre de 2007 | Kelli, Hayden, Sophina, Scott | Los niños aprenden sobre el ejercicio | - | 2-8. | Sólo darle una oportunidad | 12 de septiembre de 2007 | Ryan, Verónica, Elizabeth, Jay-Jay | Los niños hacen marionetas de mano para un espectáculo de títeres, pero Jay-Jay se preocupa si su habrá ningún bien | - | 2-9. | Abuela Brooks | 13 de septiembre de 2007 | Kianna, Kendra, William, Tyler | Los niños crean un Carnaval Hip-Hop Center | - | 2-10. | Mi música es tu música | 14 de septiembre de 2007 | Jay-Jay, Ryan, Verónica, Elizabeth | Hip Hop Harry ayuda a los niños aprecian diferentes estilos de música; Elizabeth y Pinky tienen un plan de ahorro a corto plazo que inspira a los objetivos a largo plazo | - | 2-11. | You Can Dance | 23 de febrero de 2008 | Katie, Jake, Verónica, Davidae | Katie puede bailar ballet, pero ella tiene que tomar clases con los otros niños para aprender hip-hop | - | 2-12. | Hip Hop Big Top | 9 de junio de 2008 | Kendra, Kianna, William, Tyler | El grupo de amigos tiene un circo en el Hip Hop central; William piensa que no puede ayudar porque llevaba accidentalmente un arranque en uno de sus pies. | - | 2-13 | Fun Memories (Series / Season Finale) | 14 de julio de 2008 | Scott, Jay-Jay, Elizabeth, Kendra | Los chicos están preocupados de que nunca van a ver otra vez. Así Hip Hop Harry les anima a no estar triste sólo porque la escuela está cerrada y sólo tiene que utilizar su memoria para recordar el pasado de manera que siempre se acuerden de sus amigos, dondequiera que se encuentren. |

- Datos: Q5767896